# Someday, Someplace
Singles de Every Little Thing
Over and Over
(1999) Pray / Get Into a Groove
(2000)
Someday, Someplace  est le douzième single du groupe Every Little Thing.

## Genèse
Le single, écrit, composé et produit par Mitsuru Igarashi, sort le 3 mars 1999 au Japon sur le label Avex Trax, au format mini-CD single de 8 cm de diamètre (alors la norme pour les singles dans ce pays), un mois seulement après le précédent single du groupe, Over and Over. Il atteint la 4e place du classement des ventes de l'Oricon, et reste classé pendant sept semaines.
Le single ne contient qu'une chanson, dans trois versions différentes : sa version originale, sa version instrumentale, et une version remixée par HΛL.
La chanson-titre est utilisée comme thème musical pour une publicité. Elle figurera uniquement sur la première compilation du groupe, Every Best Single +3, qui sortira un mois plus tard. Elle sera à nouveau remixée sur les albums de remix Euro Every Little Thing de 2001, et ELT Trance de 2002.

## Liste des titres
La chanson originale est écrite, composée et arrangée par Mitsuru Igarashi.
| CD    | CD                                | CD    | CD | CD | CD | CD | CD | CD | CD |
| No    | Titre                             | Durée |    |    |    |    |    |    |    |
| ----- | --------------------------------- | ----- | -- | -- | -- | -- | -- | -- | -- |
| 1.    | Someday, Someplace                | 4:33  |    |    |    |    |    |    |    |
| 2.    | Someday, Someplace (HAL's Remix)  | 4:40  |    |    |    |    |    |    |    |
| 3.    | Someday, Someplace (Instrumental) | 4:31  |    |    |    |    |    |    |    |
| 13:44 |                                   |       |    |    |    |    |    |    |    |